# Ламбер Сити (округ Мифлин, Пенсилванија)
Ламбер Сити (енгл. Lumber City, Mifflin County) насељено је место без административног статуса у америчкој савезној држави Пенсилванија.

## Демографија
По попису из 2010. године број становника је 255.
| Група             | 2000.    | 2010.       |
| Белци             | 0 (0,0%) | 252 (98,8%) |
| Афроамериканци    | 0 (0,0%) | 0 (0,0%)    |
| Азијати           | 0 (0,0%) | 0 (0,0%)    |
| Хиспаноамериканци | 0 (0,0%) | 3 (1,2%)    |
| Укупно            | 0        | 255         |